# Relaciones Estados Unidos-Islas Marshall
Las relaciones Estados Unidos-Islas Marshall son las relaciones diplomáticas entre Estados Unidos y Islas Marshall.

## Historia
La República de las Islas Marshall es un estado soberano en  asociación libre con los Estados Unidos. Después de más de una década de negociaciones, las Islas Marshall y los Estados Unidos firmaron un Tratado de Libre Asociación el 25 de junio de 1983. El pueblo de las Islas Marshall aprobó el Pacto en un ONU: plebiscito observado el 7 de septiembre de 1983. Posteriormente, el Congreso de los Estados Unidos aprobó el Pacto, agregando varias enmiendas que fueron aceptadas por el Gobierno de las Islas Marshall y el Pacto. entró en vigor el 21 de octubre de 1986. Desde 1999 hasta 2003, las dos naciones negociaron un Acuerdo Enmendado que entró en vigor el 1 de mayo de 2004. Bajo el Acuerdo Enmendado, los Estados Unidos proporcionarán a las Islas Marshall al menos $ 57 millones cada año Hasta 2023, incluidas las contribuciones a un fondo fiduciario administrado conjuntamente. Marshallese continuará teniendo acceso a muchos programas y servicios de EE. UU. un Comité Conjunto de Gestión Económica y Responsabilidad Financiera (JEMFAC, por sus siglas en inglés) compuesto por representantes de ambos gobiernos garantizará que los fondos de asistencia del Compacto se gasten de manera efectiva.
Bajo el Pacto, los Estados Unidos tienen plena autoridad y responsabilidad para la seguridad y la defensa de las Islas Marshall, y el Gobierno de las Islas Marshall está obligado a abstenerse de tomar medidas que serían incompatibles con estas responsabilidades de seguridad y defensa.
El  Departamento de Defensa, bajo un acuerdo subsidiario de gobierno a gobierno del Pacto original, tiene uso de la laguna y varias islas en Atolón de Kwajalein. El atolón consta de aproximadamente 90 islotes alrededor de la laguna más grande del mundo. El acuerdo original permitió que Estados Unidos continuara utilizando el atolón Garrison Kwajalein (USAG-KA) del ejército de EE. UU., sede del sitio de prueba de defensa contra misiles balísticos Ronald Reagan, hasta 2016. Una enmienda a ese acuerdo, que extiende los derechos de EE. UU. hasta 2066 con una opción. Hasta 2086, se negoció en conjunto con el Acuerdo Enmendado. Otro importante acuerdo subsidiario del Compacto original prevé la resolución de todas las reclamaciones derivadas de las pruebas nucleares realizadas en los EE. UU. en Atolón Bikini y Atolón Enewetak desde 1946 hasta 1958. Según los términos de la asociación libre, más de 40 agencias gubernamentales de los EE. UU., como la Administración Federal de Aviación, Servicio Postal de los Estados Unidos, la Administración de Pequeños Negocios y la Agencia Federal para el Manejo de Emergencias operan programas o prestan asistencia a las Islas Marshall.
En las Naciones Unidas, las Islas Marshall muestran un apoyo abrumador a los Estados Unidos. En 13 temas clave en 2008, las Islas Marshall igualaron el voto de los Estados Unidos el 100% del tiempo. En 2015, sin embargo, las Islas Marshall votaron a favor de condenar el embargo de los Estados Unidos sobre Cuba. La moción en las Naciones Unidas fue apoyada por 191 Estados miembros, con dos votos en contra (Estados Unidos e Israel) y ningún país se abstuvo. En diciembre de 2017, las Islas Marshall fueron uno de los nueve países (incluidos Estados Unidos e Israel) que votaron en contra de una moción adoptada por la Asamblea General de las Naciones Unidas que condenaba el reconocimiento de Jerusalén por parte de Estados Unidos como la capital de Israel. El gobierno de los Estados Unidos había amenazado con cortar la ayuda a los estados que votaban a favor de la moción.
Los Estados Unidos y las Islas Marshall tienen relaciones diplomáticas plenas. Las Islas Marshall han expresado su interés en atraer inversión estadounidense.
Los principales funcionarios de la Embajada de los Estados Unidos incluyen:
- Embajador - Karen B. Stewart
- Jefe adjunto de misión / Cónsul, Sarah A. Nelson

Hay una Embajada de los Estados Unidos ubicada en Long Island, Majuro.

## Problemas con Irán
El 28 de abril de 2015, la marina iraní se apoderó de Islas Marshall -  MV  Maersk Tigris  cerca del Estrecho de Ormuz. El barco había sido registrado por la administración de buques de Rickmers de Alemania, quien declaró que el barco no contenía carga especial, incluidas armas militares. Se informó que el barco estaba bajo el control de la Guardia Revolucionaria Iraní según el Pentágono en medio de las crecientes tensiones en la región debido a la intensificación de los ataques de la coalición liderada por Arabia Saudí. El Pentágono informó que el destructor  USS Farragut y un avión de reconocimiento marítimo fueron despachados al recibir una llamada de socorro del barco  Tigris  y también se informó que todos 34 miembros de la tripulación fueron detenidos. Los funcionarios del Departamento de Defensa de los Estados Unidos Dijeron que revisarían sus obligaciones de defensa con el Gobierno de las Islas Marshall después de los eventos recientes y también condenaron los disparos al puente como "inapropiados". Se informó en mayo que Teherán liberaría el barco después de una multa pagada.

## Disputa por la Isla Wake
Los gobiernos de los Estados Unidos y las Islas Marshall reclaman la Isla Wake, que coloca a las fuerzas armadas de los Estados Unidos en la posición ambigua de defender territorio estadounidense mientras actúa como garante (bajo el Pacto de Libre Asociación) de la integridad territorial de un Estado con el que se encuentra involucrado en una disputa territorial. Mientras que los Estados Unidos reclaman Wake Island, como territorio no organizado, no incorporado de los Estados Unidos.